# Elchwalde
Elchwalde war ein Ort im ostpreußischen Kreis Preußisch Eylau. Seine Ortsstelle gehört heute zum Munizipalkreis Rajon Prawdinsk (Stadtkreis Friedland (Ostpreußen)) in der russischen Oblast Kaliningrad (Gebiet Königsberg (Preußen)).

## Geographische Lage
Die Ortsstelle Elchwaldes liegt im südlichen Westen der Oblast Kaliningrad, 23 Kilometer nordöstlich der früheren Kreisstadt Preußisch Eylau (russisch Bagrationowsk) bzw. 19 Kilometer nordwestlich der heutigen Rajonshauptstadt Prawdinsk (deutsch Friedland (Ostpreußen)).

## Geschichte
Gegründet wurde die Försterei Elchwalde um 1885 und gehörte zum Forstamt Gauleden (russisch Tumanowka) des Staatsforsts Frisching. Für das Jahr 1885 wurde ein Wohnhaus bei neun Bewohnern genannt, 1895 wurden ein Wohnhaus mit vier Bewohnern (Forstpersonal) angegeben.
Der Ursprung der Försterei Elchwalde liegt am Anfang des 18. Jahrhunderts. Wurde 1684 noch eine Unterförsterei in Grünbaum (russisch Sokolniki) errichtet, kam diese in der zweiten Hälfte des 19. Jahrhunderts durch den Bau eines neuen Forstdienstgebäudes Elchwalde näher an den Frisching-Forst heran.
Am 1. Januar 1883 wurde der Forstbelauf Elchwalde als dem Amtsbezirk Blankenau (russisch Jerschowo) zugehörig erwähnt. Dann war die Försterei Elchwalde dem Gutsbezirk Gauleden, Forst (russisch Tumanowka) im gleichen Amtsbezirk zugeordnet, bis sie am 30. September 1929 dort aus- und in die Landgemeinde Grünbaum (russisch Sokolniki) umgegliedert wurde.
Die Revierförsterei Elchwalde lag etwa 1,5 Kilometer nordöstlich des Dorfs Grünbaum am südlichen Ende des Forstreviers. Das Gebiet hatte eine Größe von etwa 700 Hektar und befand sich zum großen Teil im ostpreußischen Kreis Preußisch Eylau und gehörte nicht zu Grünbaum, sondern gesondert zum Forstamt Gauleden (russisch Tumanowka) im Kreis Wehlau.
Der Staatsforst Frisching mit all seinen Dienststellen kam 1945 in Kriegsfolge mit dem gesamten nördlichen Ostpreußen zur Sowjetunion. Von der Försterei Elchwalde, die am 25. Januar 1945 von vorstoßenden sowjetischen Truppen eingenommen wurde, verliert sich sehr bald jegliche Spur. Eine russische Namensgebung und auch eine Zugehörigkeit zu einem Dorfsowjet sind nirgendwo belegt. Der kleine Ort galt schon in den 1950er Jahren als untergegangen. Seine kaum noch erkennbare Ortsstelle liegt heute im Rajon Prawdinsk (Stadtkreis Friedland) in der Oblast Kaliningrad (Gebiet Königsberg (Preußen)) der Russischen Föderation.

## Religion
Bis 1945 war die Försterei Elchwalde in den Sprengel Almenhausen (russisch Kaschtanowo) im evangelischen Kirchspiel Almenhausen/Abschwangen eingepfarrt. Es gehörte zur Kirchenprovinz Ostpreußen in der Kirche der Altpreußischen Union.

## Verkehr
Die Ortsstelle Elchwaldes ist von Jerschowo (Blankenau) aus auf Landwegverbindungen über Sokolniki (Grünbaum) zu erreichen.